# Pinhão (ort)
Pinhão är en ort i Brasilien.   Den ligger i kommunen Pinhão och delstaten Paraná, i den södra delen av landet, 1 200 km söder om huvudstaden Brasília. Pinhão ligger 1 048 meter över havet och antalet invånare är 15 141.
Terrängen runt Pinhão är platt åt sydväst, men åt nordost är den kuperad.
Omgivningarna runt Pinhão är en mosaik av jordbruksmark och naturlig växtlighet. Runt Pinhão är det glesbefolkat, med 18 invånare per kvadratkilometer.